# 西之表市立種子島中学校
西之表市立種子島中学校（にしのおもてしりつたねがしまちゅうがっこう Tanegashima Junior High School）は、鹿児島県西之表市西之表にある公立の中学校。
西之表市内の6中学校を統合し、旧鹿児島県立種子島高等学校の校舎を増築・改修して、2009年（平成21年）4月に西之表市の唯一の中学校として開校した。熊毛地区中心の中学校。

## 沿革
- 2009年4月1日　西之表市内の榕城・国上・現和・安城・古田・住吉の６中学校を統合して旧種子島高校跡地に開校[1]。
- 2009年4月7日　開校式・第1回入学式挙行
- 2010年3月15日　第1回卒業式挙行
- 2010年5月21日　種子島警察署より「自転車安全利用モデル校」委嘱を受ける
- 2013年8月20日　全国中学校軟式野球大会優勝

## 通学区域
- 榕城・下西：徒歩（4キロ未満）・自転車通学可（4キロ以上）
- その他の地区：バス通学（6キロ以上）

## 校訓
- 自主 - 自ら考え、自ら進んで行動する生徒
- 友愛 - みんなと協力し、思いやりのある生徒
- 誠実 - 公平、公正で最後まで一生懸命取り組む生徒

## 校歌
- 作詞 - 南英市
- 作曲 - 西村由紀江

## 校章
市の花鉄砲ユリを基調に、輝く自然の中で未来に輝く種子島中学校を象徴的に表している。「中」の文字は市の蝶「ツマベニチョウ」で、6つの鉄砲ユリは統合された6つの中学校（榕城・国上・現和・安城・古田・住吉）を示している。

## 部活動
体育系
- 男子バレー部
- 女子バレー部
- 男子バスケットボール部
- 女子バスケットボール部
- サッカー部
- 野球部（日本一1回、全国大会3位1回、九州大会優勝2回、準優勝1回、県大会優勝5回）
- 男子ソフトテニス部
- 女子ソフトテニス部
- バドミントン部
- 卓球部
- 柔道部（個人県大会優勝、九州大会出場1回）
- 弓道部
- 剣道部
- 陸上部

文化系
- 吹奏楽部
- 美術部